# WASP-13b
WASP-13b Es un planeta extrasolar que orbita la estrella WASP-13, estrella de magnitud aparente 10.7, tipo espectral F9 y que posee una temperatura en su fotósfera de 6000 K. Se encuentra a unos 510 años luz de distancia.
Su radio y masa indican que posiblemente el planeta se trate de un gigante gaseoso, similar a Júpiter, aunque por su cercanía con su estrella (un 5.2% de la distancia de la Tierra al Sol), se clasificaría como un Júpiter caliente. No ha sido informada su ascensión recta ni su declinación.